# وولز (آيس كريم)
Wall's هي علامة تجارية بريطانية للآيس كريم والحلوى المجمدة في المملكة المتحدة مملوكة لشركة Unilever وهي جزء من العلامة التجارية العالمية للحلوى المجمدة Heartbrand .
تمتلك وولز أيضًا حقوق خلطة آيس كريم السيد ويبي .